# Athlétisme aux Jeux olympiques
Navigation
L’athlétisme figure au programme des Jeux olympiques depuis la première édition en 1896 pour les hommes et depuis 1928 pour les femmes. Il est le sport qui compte le plus grand nombre d'épreuves lors des Jeux olympiques (48 épreuves depuis 2020) avec la natation. Les compétitions se déroulent généralement dans le stade olympique.

## Éditions
| N° | Édition | Ville          | Pays                            | Date                             | Stade                          | Participants | Nations | Épreuves |
| -- | ------- | -------------- | ------------------------------- | -------------------------------- | ------------------------------ | ------------ | ------- | -------- |
| 1  | JO 1896 | Athènes        | Grèce                           | 6 au 10 avril 1896               | Stade panathénaïque            | 63           | 9       | 12       |
| 2  | JO 1900 | Paris          | France                          | 14 au 22 juillet 1900            | Croix-Catelan                  | 119          | 15      | 23       |
| 3  | JO 1904 | Saint-Louis    | États-Unis                      | 29 août au 3 septembre 1904      | Francis Field                  | 118          | 11      | 24       |
| 4  | JO 1908 | Londres        | Royaume-Uni                     | 13 au 25 juillet 1908            | White City Stadium             | 431          | 20      | 26       |
| 5  | JO 1912 | Stockholm      | Suède                           | 6 au 15 juillet 1912             | Stade olympique                | 534          | 26      | 30       |
| 6  | JO 1920 | Anvers         | Belgique                        | 15 au 23 août 1920               | Stade olympique                | 509          | 25      | 29       |
| 7  | JO 1924 | Paris          | France                          | 6 au 13 juillet 1924             | Stade olympique Yves-du-Manoir | 660          | 40      | 27       |
| 8  | JO 1928 | Amsterdam      | Pays-Bas                        | 28 juillet au 12 août 1928       | Stade olympique                | 707          | 40      | 27       |
| 9  | JO 1932 | Los Angeles    | États-Unis                      | 31 juillet au 7 août 1932        | Memorial Coliseum              | 386          | 34      | 29       |
| 10 | JO 1936 | Berlin         | Allemagne                       | 2 au 9 août 1936                 | Stade olympique                | 776          | 43      | 29       |
| 11 | JO 1948 | Londres        | Royaume-Uni                     | 30 juillet au 7 août 1948        | Stade de Wembley               | 745          | 53      | 33       |
| 12 | JO 1952 | Helsinki       | Finlande                        | 20 au 27 juillet 1952            | Stade olympique                | 963          | 57      | 33       |
| 13 | JO 1956 | Melbourne      | Australie                       | 24 novembre au 1er décembre 1956 | Melbourne Cricket Ground       | 720          | 59      | 33       |
| 14 | JO 1960 | Rome           | Italie                          | 31 août au 8 septembre 1960      | Stade olympique                | 1016         | 72      | 34       |
| 15 | JO 1964 | Tokyo          | Japon                           | 14 au 21 octobre 1964            | Stade olympique national       | 1018         | 80      | 36       |
| 16 | JO 1968 | Mexico         | Mexique                         | 14 au 20 octobre 1968            | Stade olympique universitaire  | 1028         | 92      | 36       |
| 17 | JO 1972 | Munich         | République fédérale d'Allemagne | 31 août au 10 septembre 1972     | Stade olympique                | 1330         | 104     | 38       |
| 18 | JO 1976 | Montréal       | Canada                          | 23 au 31 juillet 1976            | Stade olympique                | 1006         | 79      | 37       |
| 19 | JO 1980 | Moscou         | Union soviétique                | 24 juillet au 1er août 1980      | Stade Loujniki                 | 960          | 70      | 38       |
| 20 | JO 1984 | Los Angeles    | États-Unis                      | 3 au 11 août 1984                | Memorial Coliseum              | 1280         | 124     | 41       |
| 21 | JO 1988 | Séoul          | Corée du Sud                    | 23 septembre au 2 octobre 1988   | Stade olympique                | 1617         | 148     | 42       |
| 22 | JO 1992 | Barcelone      | Espagne                         | 31 juillet au 9 août 1992        | Stade olympique de Montjuic    | 1726         | 156     | 43       |
| 23 | JO 1996 | Atlanta        | États-Unis                      | 26 juillet au 7 août 1996        | Centennial Olympic Stadium     | 2057         | 190     | 44       |
| 24 | JO 2000 | Sydney         | Australie                       | 22 septembre au 1er octobre 2000 | Stadium Australia              | 2137         | 193     | 46       |
| 25 | JO 2004 | Athènes        | Grèce                           | 18 au 28 août 2004               | Stade olympique                | 1995         | 196     | 46       |
| 26 | JO 2008 | Pékin          | Chine                           | 15 au 24 août 2008               | Stade national                 | 2056         | 200     | 47       |
| 27 | JO 2012 | Londres        | Royaume-Uni                     | 3 au 12 août 2012                | Stade olympique                | 2080         | 202     | 47       |
| 28 | JO 2016 | Rio de Janeiro | Brésil                          | 12 au 21 août 2016               | Stade olympique Nilton-Santos  | 2283         | 199     | 47       |
| 29 | JO 2020 | Tokyo          | Japon                           | 30 juillet au 8 août 2021        | Stade national                 | 2057         | 196     | 48       |
| 30 | JO 2024 | Paris          | France                          | 1er au 11 août 2024              | Stade de France                | 1810         |         | 48       |
| 31 | JO 2028 | Los Angeles    | États-Unis                      |                                  | Los Angeles Memorial Coliseum  |              |         |          |
| 32 | JO 2032 | Brisbane       | Australie                       |                                  |                                |              |         |          |

## Épreuves

### Liste des épreuves actuelles
Les épreuves masculines et féminines sont identiques, à deux exceptions près :
- en sprint, le 110 m haies est disputé chez les hommes et le 100 m haies chez les femmes
- en épreuves combinées, l'heptathlon est l'équivalent féminin du décathlon.

Aux Jeux olympiques d'été de 2020, le relais 4 × 400 mètres mixte fait sa première apparition en tant que discipline officielle.
Aux Jeux olympiques d'été de 2024, l'épreuve de marche par équipes mixtes remplace le 50 kilomètres marche, disputé jusqu'alors uniquement par les hommes. Cette modification permet d'arriver pour la première fois à un nombre d'épreuves identique pour les hommes et pour les femmes en athlétisme.
| Courses et marche - 100 m (aux Jeux olympiques) - 200 m (aux Jeux olympiques) - 400 m (aux Jeux olympiques) - 800 m (aux Jeux olympiques) - 1 500 m (aux Jeux olympiques) - 5 000 m (aux Jeux olympiques) - 10 000 m (aux Jeux olympiques) - Marathon (aux Jeux olympiques) - 100 m haies (aux Jeux olympiques) - 110 m haies (aux Jeux olympiques) - 400 m haies (aux Jeux olympiques) - 3 000 m steeple (aux Jeux olympiques) - Relais 4 × 100 m (aux Jeux olympiques) - Relais 4 × 400 m (aux Jeux olympiques) - 20 km marche (aux Jeux olympiques) - Marche par équipes (aux Jeux olympiques) | Concours - Saut en longueur (aux Jeux olympiques) - Triple saut (aux Jeux olympiques) - Saut en hauteur (aux Jeux olympiques) - Saut à la perche (aux Jeux olympiques) - Lancer du poids (aux Jeux olympiques) - Lancer du disque (aux Jeux olympiques) - Lancer du marteau (aux Jeux olympiques) - Lancer du javelot (aux Jeux olympiques) - Décathlon (aux Jeux olympiques) - Heptathlon (aux Jeux olympiques) |

Les hauteurs de haies et masses des engins sont inférieures pour les dames.
| Épreuves         | Hommes | Femmes |
| ---------------- | ------ | ------ |
| 100 mètres haies |        | 0,84 m |
| 110 mètres haies | 1,06 m |        |
| 400 mètres haies | 0,91 m | 0,76 m |
| 3 000 m steeple  | 0,91 m | 0,76 m |

| Épreuves          | Hommes   | Femmes   |
| ----------------- | -------- | -------- |
| Lancer du poids   | 7,260 kg | 4 kg     |
| Lancer du disque  | 2 kg     | 1 kg     |
| Lancer du marteau | 7,260 kg | 4 kg     |
| Lancer du javelot | 0,800 kg | 0,600 kg |

### Détail par édition

#### Hommes
23 disciplines composent le programme olympique actuel depuis l'entrée du 20 km marche en 1956 et la suppression du 50 km marche en 2024.
| Années                                   | 96 | 00 | 04 | 08 | 12 | 20 | 24 | 28 | 32 | 36 | 48 | 52 | 56 | 60 | 64 | 68 | 72 | 76 | 80 | 84 | 88 | 92 | 96 | 00 | 04 | 08 | 12 | 16 | 20 | 24 | Total |
| ---------------------------------------- | -- | -- | -- | -- | -- | -- | -- | -- | -- | -- | -- | -- | -- | -- | -- | -- | -- | -- | -- | -- | -- | -- | -- | -- | -- | -- | -- | -- | -- | -- | ----- |
| 100 m Historique                         | X  | X  | X  | X  | X  | X  | X  | X  | X  | X  | X  | X  | X  | X  | X  | X  | X  | X  | X  | X  | X  | X  | X  | X  | X  | X  | X  | X  | X  | X  | 30    |
| 200 m Historique                         |    | X  | X  | X  | X  | X  | X  | X  | X  | X  | X  | X  | X  | X  | X  | X  | X  | X  | X  | X  | X  | X  | X  | X  | X  | X  | X  | X  | X  | X  | 29    |
| 400 m Historique                         | X  | X  | X  | X  | X  | X  | X  | X  | X  | X  | X  | X  | X  | X  | X  | X  | X  | X  | X  | X  | X  | X  | X  | X  | X  | X  | X  | X  | X  | X  | 30    |
| 800 m Historique                         | X  | X  | X  | X  | X  | X  | X  | X  | X  | X  | X  | X  | X  | X  | X  | X  | X  | X  | X  | X  | X  | X  | X  | X  | X  | X  | X  | X  | X  | X  | 30    |
| 1 500 m Historique                       | X  | X  | X  | X  | X  | X  | X  | X  | X  | X  | X  | X  | X  | X  | X  | X  | X  | X  | X  | X  | X  | X  | X  | X  | X  | X  | X  | X  | X  | X  | 30    |
| 5 000 m Historique                       |    |    |    |    | X  | X  | X  | X  | X  | X  | X  | X  | X  | X  | X  | X  | X  | X  | X  | X  | X  | X  | X  | X  | X  | X  | X  | X  | X  | X  | 26    |
| 10 000 m Historique                      |    |    |    |    | X  | X  | X  | X  | X  | X  | X  | X  | X  | X  | X  | X  | X  | X  | X  | X  | X  | X  | X  | X  | X  | X  | X  | X  | X  | X  | 26    |
| Marathon Historique                      | X  | X  | X  | X  | X  | X  | X  | X  | X  | X  | X  | X  | X  | X  | X  | X  | X  | X  | X  | X  | X  | X  | X  | X  | X  | X  | X  | X  | X  | X  | 30    |
| 110 m haies Historique                   | X  | X  | X  | X  | X  | X  | X  | X  | X  | X  | X  | X  | X  | X  | X  | X  | X  | X  | X  | X  | X  | X  | X  | X  | X  | X  | X  | X  | X  | X  | 30    |
| 400 m haies Historique                   |    | X  | X  | X  |    | X  | X  | X  | X  | X  | X  | X  | X  | X  | X  | X  | X  | X  | X  | X  | X  | X  | X  | X  | X  | X  | X  | X  | X  | X  | 28    |
| 3 000 m steeple Historique               |    |    |    |    |    | X  | X  | X  | X  | X  | X  | X  | X  | X  | X  | X  | X  | X  | X  | X  | X  | X  | X  | X  | X  | X  | X  | X  | X  | X  | 25    |
| Relais 4 × 100 m Historique              |    |    |    |    | X  | X  | X  | X  | X  | X  | X  | X  | X  | X  | X  | X  | X  | X  | X  | X  | X  | X  | X  | X  | X  | X  | X  | X  | X  | X  | 26    |
| Relais 4 × 400 m Historique              |    |    |    |    | X  | X  | X  | X  | X  | X  | X  | X  | X  | X  | X  | X  | X  | X  | X  | X  | X  | X  | X  | X  | X  | X  | X  | X  | X  | X  | 26    |
| 20 km marche Historique                  |    |    |    |    |    |    |    |    |    |    |    |    | X  | X  | X  | X  | X  | X  | X  | X  | X  | X  | X  | X  | X  | X  | X  | X  | X  | X  | 18    |
| Saut en longueur Historique              | X  | X  | X  | X  | X  | X  | X  | X  | X  | X  | X  | X  | X  | X  | X  | X  | X  | X  | X  | X  | X  | X  | X  | X  | X  | X  | X  | X  | X  | X  | 30    |
| Triple saut Historique                   | X  | X  | X  | X  | X  | X  | X  | X  | X  | X  | X  | X  | X  | X  | X  | X  | X  | X  | X  | X  | X  | X  | X  | X  | X  | X  | X  | X  | X  | X  | 30    |
| Saut en hauteur Historique               | X  | X  | X  | X  | X  | X  | X  | X  | X  | X  | X  | X  | X  | X  | X  | X  | X  | X  | X  | X  | X  | X  | X  | X  | X  | X  | X  | X  | X  | X  | 30    |
| Saut à la perche Historique              | X  | X  | X  | X  | X  | X  | X  | X  | X  | X  | X  | X  | X  | X  | X  | X  | X  | X  | X  | X  | X  | X  | X  | X  | X  | X  | X  | X  | X  | X  | 30    |
| Lancer du poids Historique               | X  | X  | X  | X  | X  | X  | X  | X  | X  | X  | X  | X  | X  | X  | X  | X  | X  | X  | X  | X  | X  | X  | X  | X  | X  | X  | X  | X  | X  | X  | 30    |
| Lancer du disque Historique              | X  | X  | X  | X  | X  | X  | X  | X  | X  | X  | X  | X  | X  | X  | X  | X  | X  | X  | X  | X  | X  | X  | X  | X  | X  | X  | X  | X  | X  | X  | 30    |
| Lancer du marteau Historique             |    | X  | X  | X  | X  | X  | X  | X  | X  | X  | X  | X  | X  | X  | X  | X  | X  | X  | X  | X  | X  | X  | X  | X  | X  | X  | X  | X  | X  | X  | 30    |
| Lancer du javelot Historique             |    |    |    | X  | X  | X  | X  | X  | X  | X  | X  | X  | X  | X  | X  | X  | X  | X  | X  | X  | X  | X  | X  | X  | X  | X  | X  | X  | X  | X  | 27    |
| Décathlon Historique                     |    |    |    |    | X  | X  | X  | X  | X  | X  | X  | X  | X  | X  | X  | X  | X  | X  | X  | X  | X  | X  | X  | X  | X  | X  | X  | X  | X  | X  | 26    |
| Anciennes épreuves                       |    |    |    |    |    |    |    |    |    |    |    |    |    |    |    |    |    |    |    |    |    |    |    |    |    |    |    |    |    |    |       |
| 60 m                                     |    | X  | X  |    |    |    |    |    |    |    |    |    |    |    |    |    |    |    |    |    |    |    |    |    |    |    |    |    |    |    | 2     |
| 200 m haies                              |    | X  | X  |    |    |    |    |    |    |    |    |    |    |    |    |    |    |    |    |    |    |    |    |    |    |    |    |    |    |    | 2     |
| 2 500 m steeple                          |    | X  | X  |    |    |    |    |    |    |    |    |    |    |    |    |    |    |    |    |    |    |    |    |    |    |    |    |    |    |    | 2     |
| 3 200 m steeple                          |    |    |    | X  |    |    |    |    |    |    |    |    |    |    |    |    |    |    |    |    |    |    |    |    |    |    |    |    |    |    | 1     |
| 4 000 m steeple                          |    | X  |    |    |    |    |    |    |    |    |    |    |    |    |    |    |    |    |    |    |    |    |    |    |    |    |    |    |    |    | 1     |
| Relais olympique                         |    |    |    | X  |    |    |    |    |    |    |    |    |    |    |    |    |    |    |    |    |    |    |    |    |    |    |    |    |    |    | 1     |
| 3 000 m par équipes                      |    |    |    |    | X  | X  | X  |    |    |    |    |    |    |    |    |    |    |    |    |    |    |    |    |    |    |    |    |    |    |    | 3     |
| 5 000 m par équipes                      |    | X  |    |    |    |    |    |    |    |    |    |    |    |    |    |    |    |    |    |    |    |    |    |    |    |    |    |    |    |    | 1     |
| 3 miles par équipes                      |    |    |    | X  |    |    |    |    |    |    |    |    |    |    |    |    |    |    |    |    |    |    |    |    |    |    |    |    |    |    | 1     |
| 4 miles par équipes                      |    |    | X  |    |    |    |    |    |    |    |    |    |    |    |    |    |    |    |    |    |    |    |    |    |    |    |    |    |    |    | 1     |
| 5 miles                                  |    |    |    | X  |    |    |    |    |    |    |    |    |    |    |    |    |    |    |    |    |    |    |    |    |    |    |    |    |    |    | 1     |
| Cross-country Historique                 |    |    |    |    | X  | X  | X  |    |    |    |    |    |    |    |    |    |    |    |    |    |    |    |    |    |    |    |    |    |    |    | 3     |
| Cross country par équipes Historique     |    |    |    |    | X  | X  | X  |    |    |    |    |    |    |    |    |    |    |    |    |    |    |    |    |    |    |    |    |    |    |    | 3     |
| 3 000 m marche                           |    |    |    |    |    | X  |    |    |    |    |    |    |    |    |    |    |    |    |    |    |    |    |    |    |    |    |    |    |    |    | 1     |
| 3 500 m marche                           |    |    |    | X  |    |    |    |    |    |    |    |    |    |    |    |    |    |    |    |    |    |    |    |    |    |    |    |    |    |    | 1     |
| 10 km marche                             |    |    |    |    | X  | X  | X  |    |    |    | X  | X  |    |    |    |    |    |    |    |    |    |    |    |    |    |    |    |    |    |    | 5     |
| 10 miles marche                          |    |    |    | X  |    |    |    |    |    |    |    |    |    |    |    |    |    |    |    |    |    |    |    |    |    |    |    |    |    |    | 1     |
| 50 km marche Historique                  |    |    |    |    |    |    |    |    | X  | X  | X  | X  | X  | X  | X  | X  | X  |    | X  | X  | X  | X  | X  | X  | X  | X  | X  | X  | X  |    | 20    |
| Décathlon (épreuves non traditionnelles) |    |    | X  |    |    |    |    |    |    |    |    |    |    |    |    |    |    |    |    |    |    |    |    |    |    |    |    |    |    |    | 1     |
| Triathlon                                |    |    | X  |    |    |    |    |    |    |    |    |    |    |    |    |    |    |    |    |    |    |    |    |    |    |    |    |    |    |    | 1     |
| Pentathlon                               |    |    |    |    | X  | X  | X  |    |    |    |    |    |    |    |    |    |    |    |    |    |    |    |    |    |    |    |    |    |    |    | 3     |
| Saut en longueur sans élan               |    | X  | X  | X  | X  |    |    |    |    |    |    |    |    |    |    |    |    |    |    |    |    |    |    |    |    |    |    |    |    |    | 4     |
| Triple saut sans élan                    |    | X  | X  |    |    |    |    |    |    |    |    |    |    |    |    |    |    |    |    |    |    |    |    |    |    |    |    |    |    |    | 2     |
| Saut en hauteur sans élan                |    | X  | X  | X  | X  |    |    |    |    |    |    |    |    |    |    |    |    |    |    |    |    |    |    |    |    |    |    |    |    |    | 4     |
| Lancer du marteau lourd                  |    |    | X  |    |    | X  |    |    |    |    |    |    |    |    |    |    |    |    |    |    |    |    |    |    |    |    |    |    |    |    | 2     |
| Lancer du poids à deux mains             |    |    |    |    | X  |    |    |    |    |    |    |    |    |    |    |    |    |    |    |    |    |    |    |    |    |    |    |    |    |    | 1     |
| Lancer du disque style antique           |    |    |    | X  |    |    |    |    |    |    |    |    |    |    |    |    |    |    |    |    |    |    |    |    |    |    |    |    |    |    | 1     |
| Lancer du disque à deux mains            |    |    |    |    | X  |    |    |    |    |    |    |    |    |    |    |    |    |    |    |    |    |    |    |    |    |    |    |    |    |    | 1     |
| Lancer du javelot style libre            |    |    |    | X  |    |    |    |    |    |    |    |    |    |    |    |    |    |    |    |    |    |    |    |    |    |    |    |    |    |    | 1     |
| Lancer du javelot à deux mains           |    |    |    |    | X  |    |    |    |    |    |    |    |    |    |    |    |    |    |    |    |    |    |    |    |    |    |    |    |    |    | 1     |
| Années                                   | 96 | 00 | 04 | 08 | 12 | 20 | 24 | 28 | 32 | 36 | 48 | 52 | 56 | 60 | 64 | 68 | 72 | 76 | 80 | 84 | 88 | 92 | 96 | 00 | 04 | 08 | 12 | 16 | 20 | 24 | Total |

#### Femmes
23 disciplines composent le programme olympique actuel à compter de l'entrée du 3 000 m steeple féminin en 2008 à Pékin.
| Années                       | 96 | 00 | 04 | 08 | 12 | 20 | 24 | 28 | 32 | 36 | 48 | 52 | 56 | 60 | 64 | 68 | 72 | 76 | 80 | 84 | 88 | 92 | 96 | 00 | 04 | 08 | 12 | 16 | 20 | 24 | Total |
| ---------------------------- | -- | -- | -- | -- | -- | -- | -- | -- | -- | -- | -- | -- | -- | -- | -- | -- | -- | -- | -- | -- | -- | -- | -- | -- | -- | -- | -- | -- | -- | -- | ----- |
| 100 m Historique             |    |    |    |    |    |    |    | X  | X  | X  | X  | X  | X  | X  | X  | X  | X  | X  | X  | X  | X  | X  | X  | X  | X  | X  | X  | X  | X  | X  | 23    |
| 200 m Historique             |    |    |    |    |    |    |    |    |    |    | X  | X  | X  | X  | X  | X  | X  | X  | X  | X  | X  | X  | X  | X  | X  | X  | X  | X  | X  | X  | 20    |
| 400 m Historique             |    |    |    |    |    |    |    |    |    |    |    |    |    |    | X  | X  | X  | X  | X  | X  | X  | X  | X  | X  | X  | X  | X  | X  | X  | X  | 16    |
| 800 m Historique             |    |    |    |    |    |    |    | X  |    |    |    |    |    | X  | X  | X  | X  | X  | X  | X  | X  | X  | X  | X  | X  | X  | X  | X  | X  | X  | 18    |
| 1 500 m Historique           |    |    |    |    |    |    |    |    |    |    |    |    |    |    |    |    | X  | X  | X  | X  | X  | X  | X  | X  | X  | X  | X  | X  | X  | X  | 14    |
| 5 000 m Historique           |    |    |    |    |    |    |    |    |    |    |    |    |    |    |    |    |    |    |    |    |    |    | X  | X  | X  | X  | X  | X  | X  | X  | 8     |
| 10 000 m Historique          |    |    |    |    |    |    |    |    |    |    |    |    |    |    |    |    |    |    |    |    | X  | X  | X  | X  | X  | X  | X  | X  | X  | X  | 10    |
| Marathon Historique          |    |    |    |    |    |    |    |    |    |    |    |    |    |    |    |    |    |    |    | X  | X  | X  | X  | X  | X  | X  | X  | X  | X  | X  | 11    |
| 100 m haies Historique       |    |    |    |    |    |    |    |    |    |    |    |    |    |    |    |    | X  | X  | X  | X  | X  | X  | X  | X  | X  | X  | X  | X  | X  | X  | 14    |
| 400 m haies Historique       |    |    |    |    |    |    |    |    |    |    |    |    |    |    |    |    |    |    |    | X  | X  | X  | X  | X  | X  | X  | X  | X  | X  | X  | 11    |
| 3 000 m steeple Historique   |    |    |    |    |    |    |    |    |    |    |    |    |    |    |    |    |    |    |    |    |    |    |    |    |    | X  | X  | X  | X  | X  | 5     |
| Relais 4 × 100 m Historique  |    |    |    |    |    |    |    | X  | X  | X  | X  | X  | X  | X  | X  | X  | X  | X  | X  | X  | X  | X  | X  | X  | X  | X  | X  | X  | X  | X  | 23    |
| Relais 4 × 400 m Historique  |    |    |    |    |    |    |    |    |    |    |    |    |    |    |    |    | X  | X  | X  | X  | X  | X  | X  | X  | X  | X  | X  | X  | X  | X  | 14    |
| 20 km marche Historique      |    |    |    |    |    |    |    |    |    |    |    |    |    |    |    |    |    |    |    |    |    |    |    | X  | X  | X  | X  | X  | X  | X  | 7     |
| Saut en hauteur Historique   |    |    |    |    |    |    |    | X  | X  | X  | X  | X  | X  | X  | X  | X  | X  | X  | X  | X  | X  | X  | X  | X  | X  | X  | X  | X  | X  | X  | 23    |
| Saut à la perche Historique  |    |    |    |    |    |    |    |    |    |    |    |    |    |    |    |    |    |    |    |    |    |    |    | X  | X  | X  | X  | X  | X  | X  | 7     |
| Saut en longueur Historique  |    |    |    |    |    |    |    |    |    |    | X  | X  | X  | X  | X  | X  | X  | X  | X  | X  | X  | X  | X  | X  | X  | X  | X  | X  | X  | X  | 20    |
| Triple saut Historique       |    |    |    |    |    |    |    |    |    |    |    |    |    |    |    |    |    |    |    |    |    |    | X  | X  | X  | X  | X  | X  | X  | X  | 8     |
| Lancer du poids Historique   |    |    |    |    |    |    |    |    |    |    | X  | X  | X  | X  | X  | X  | X  | X  | X  | X  | X  | X  | X  | X  | X  | X  | X  | X  | X  | X  | 20    |
| Lancer du disque Historique  |    |    |    |    |    |    |    | X  | X  | X  | X  | X  | X  | X  | X  | X  | X  | X  | X  | X  | X  | X  | X  | X  | X  | X  | X  | X  | X  | X  | 23    |
| Lancer du marteau Historique |    |    |    |    |    |    |    |    |    |    |    |    |    |    |    |    |    |    |    |    |    |    |    | X  | X  | X  | X  | X  | X  | X  | 7     |
| Lancer du javelot Historique |    |    |    |    |    |    |    |    | X  | X  | X  | X  | X  | X  | X  | X  | X  | X  | X  | X  | X  | X  | X  | X  | X  | X  | X  | X  | X  | X  | 22    |
| Heptathlon Historique        |    |    |    |    |    |    |    |    |    |    |    |    |    |    |    |    |    |    |    | X  | X  | X  | X  | X  | X  | X  | X  | X  | X  | X  | 11    |
| Anciennes épreuves           |    |    |    |    |    |    |    |    |    |    |    |    |    |    |    |    |    |    |    |    |    |    |    |    |    |    |    |    |    |    |       |
| 80 m haies Historique        |    |    |    |    |    |    |    |    | X  | X  | X  | X  | X  | X  | X  | X  |    |    |    |    |    |    |    |    |    |    |    |    |    |    | 8     |
| Pentathlon Historique        |    |    |    |    |    |    |    |    |    |    |    |    |    |    | X  | X  | X  | X  | X  |    |    |    |    |    |    |    |    |    |    |    | 5     |
| 3 000 m Historique           |    |    |    |    |    |    |    |    |    |    |    |    |    |    |    |    |    |    |    | X  | X  | X  |    |    |    |    |    |    |    |    | 3     |
| 10 km marche Historique      |    |    |    |    |    |    |    |    |    |    |    |    |    |    |    |    |    |    |    |    |    | X  | X  |    |    |    |    |    |    |    | 2     |
| Années                       | 96 | 00 | 04 | 08 | 12 | 20 | 24 | 28 | 32 | 36 | 48 | 52 | 56 | 60 | 64 | 68 | 72 | 76 | 80 | 84 | 88 | 92 | 96 | 00 | 04 | 08 | 12 | 16 | 20 | 24 | Total |

#### Mixte
2 épreuves mixtes sont entrées récemment dans le programme olympique. 
| Années                        | 96 | 00 | 04 | 08 | 12 | 20 | 24 | 28 | 32 | 36 | 48 | 52 | 56 | 60 | 64 | 68 | 72 | 76 | 80 | 84 | 88 | 92 | 96 | 00 | 04 | 08 | 12 | 16 | 20 | 24 | Total |
| ----------------------------- | -- | -- | -- | -- | -- | -- | -- | -- | -- | -- | -- | -- | -- | -- | -- | -- | -- | -- | -- | -- | -- | -- | -- | -- | -- | -- | -- | -- | -- | -- | ----- |
| Relais 4 × 400 m Historique   |    |    |    |    |    |    |    |    |    |    |    |    |    |    |    |    |    |    |    |    |    |    |    |    |    |    |    |    | X  | X  | 2     |
| Marche par équipes Historique |    |    |    |    |    |    |    |    |    |    |    |    |    |    |    |    |    |    |    |    |    |    |    |    |    |    |    |    |    | X  | 1     |

## Piste d'athlétisme
La longueur de la piste d'athlétisme a varié à plusieurs reprises lors des  premières éditions des Jeux olympiques. D'une longueur de 400 m au Stade panathénaïque lors des Jeux olympiques de 1896 à Athènes, le stade de la Croix-Catelan utilisé lors des Jeux olympiques de 1900 à Paris dispose d'un piste de 500 m, avec un revêtement en herbe utilisé pour la seule fois en athlétisme lors des Jeux olympiques. En 1904 à Saint-Louis et en 1908 à Londres, le périmètre de la piste est de 536,45 m, distance représentant 1/3 de mile. Elle est de 383 m en 1912 à Stockholm et de 389,8 m en 1920 à Anvers. Lors des Jeux olympiques d'été de 1924, le Stade olympique Yves-du-Manoir dispose d'une piste d'athlétisme de 500 m, comme en 1900. La distance classique d'une piste de 400 m est effective à compter des Jeux olympiques de 1928, à Amsterdam.

## Historique

### Les Jeux antiques
La popularité de l'athlétisme remonte aux temps les plus anciens de l'humanité. Déjà dans la Grèce antique, des disciplines d'athlétisme sont décrites dans L'Iliade, comme les courses ou les concours de saut. On retrouve les premières compétitions dans la région du Péloponnèse 900 ans av. J.-C. Vers 776 av. J.-C., les premiers Jeux olympiques sont organisés et voient se dérouler des épreuves de courses et de lancers. Selon la légende, c’est Hercule, fils de Zeus, qui aurait défini la longueur de la piste d’un stade dans l’Antiquité en mesurant 600 fois la longueur de son pied. Durant XVIIIe siècle, les compétitions d'athlétisme sont remises au goût du jour, notamment en Grande-Bretagne où la première compétition d’athlétisme fut organisée en 1850 au Collège d'Exeter d’Oxford, suivront ensuite des confrontations universitaires entre Oxford et Cambridge. En 1896, les Jeux olympiques modernes sont créés à l'initiative de Pierre de Coubertin et l'athlétisme en est une des disciplines phare.

### Les premières éditions (1896-1912)
Chronologiquement, le premier champion olympique de l’histoire est l’Américain James Connolly qui remporte l’épreuve du triple saut avec 13,71 m lors des premiers Jeux de l'ère moderne en 1896. Quatre ans plus tard, à Paris, les épreuves sur piste sont disputées sur une piste en herbe. 1900 marque surtout le début de la domination américaine en athlétisme qui ne fléchira pas au cours des Jeux suivants. En 1904, l’Américain George Poage est le premier athlète noir médaillé olympique (le bronze sur le 400 m haies) alors que son compatriote Ray Ewry décroche sur son sol 3 médailles d’or. Ewry reste encore aujourd'hui l'un des athlètes ayant remporté le plus de médailles d’or individuelles dans toute l’histoire olympique (8 titres en trois Jeux olympiques).
Les Jeux de 1912 sont marqués par l’arrivée du chronométrage automatique et par les performances de l’athlète américain Jim Thorpe qui remporte les deux épreuves combinées (le décathlon et le pentathlon). L’athlète fut privé de ses médailles quelques jours plus tard, convaincu de professionnalisme pour le compte d’un club de baseball local. Cette affaire d’amateurisme marron toucha également d’autres athlètes à l’image de Jules Ladoumègue qui fut disqualifié à vie pour avoir perçu des rémunérations de ses courses.

### 1920-1936

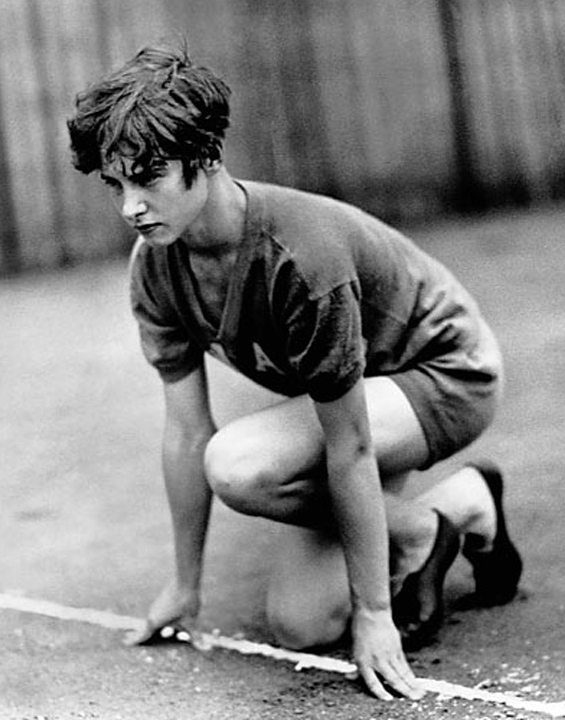
Betty Robinson est la première femme à remporter une médaille d'or olympique en athlétisme au 100 mètres aux Jeux de 1928. Gravement blessée dans un accident d'avion, elle revient à la compétition et remporte une seconde médaille d'or aux Jeux de 1936.

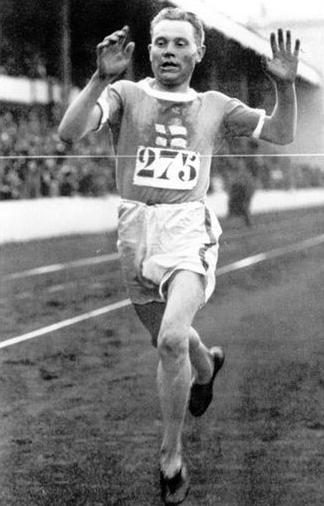
Paavo Nurmi

Aux jeux d’Anvers de 1920, le monde assiste à l'émergence de l'un des plus grands athlètes de l'histoire, le Finlandais Paavo Nurmi. Ce dernier remporte quatre médailles dont trois d’or, et portera son total à douze à la fin de sa carrière. Nurmi, ainsi que ses compatriotes  Hannes Kolehmainen, Ville Ritola ou Volmari Iso-Hollo dominèrent le demi-fond mondial durant près de vingt années. Leurs performances athlétiques leur vaudra le surnom des Finlandais volants. Aux Jeux de 1924 à Paris, les victoires des athlètes britanniques Harold Abrahams et Eric Liddell (respectivement sur 100 m et 400 m) sont restituées quelques décennies plus tard dans le film Les Chariots de feu dans une version plus romancée. Les Jeux olympiques d'été de 1928 sont marqués, contre l’avis de Pierre de Coubertin, par l’arrivée d’athlètes féminines. La sprinteuse américaine Betty Robinson devient la première championne olympique sur 100 m. Cependant certaines participantes s’effondrent d’épuisement après leur course, si bien que le Comité international olympique leur interdit de participer à toute course supérieure à 200 m jusqu’aux Jeux de 1960. Les derniers jeux d’avant-guerre ont lieu à Berlin en 1936. Malgré un contexte de racisme et de propagande nazi, l'athlète afro-américain Jesse Owens, écrase les compétitions et reste le grand gagnant de cette édition en remportant quatre médailles d’or.

### 1948-1980
Les premiers Jeux de l’après-guerre à Londres en 1948 sont marqués par l’introduction du starting-block, dispositif qui facilite le départ dans les épreuves d’athlétisme sur piste. Il est alors utilisé pour le 100 m et le 400 m. Lors de ces Jeux, le monde assiste aux performances de deux des plus grands noms de l'histoire olympique, la Néerlandaise Fanny Blankers-Koen (4 médailles), et le Tchécoslovaque Emil Zátopek (2 médailles). Ce dernier remporte aux Jeux olympiques suivants de 1952 trois titres supplémentaires (le 5 000 m, le 10 000 m et le marathon). Les Jeux olympiques d'été de 1960 à Rome voient l’émergence de véritables athlètes féminines. Sur le sprint, l’Américaine Wilma Rudolph remporte trois médailles d’or, dont le 100 m et le 200 m. Huit ans plus tard, à Mexico, la politique interfère dans le sport avec la protestation sur le podium des sprinteurs américains Tommie Smith et John Carlos en sympathie avec le mouvement du Black Power. Côté compétition, Bob Beamon réalise un bond de légende avec 8,90 m alors que Jim Hines devient le premier homme à passer sous la barre des dix secondes au 100 m (9 s 95). En 1976 à Montréal, le Finlandais Lasse Viren domine les épreuves de fond, la Polonaise Irena Szewińska remporte à 30 ans sa septième médaille olympique en quatre Jeux olympiques. Les jeux de Moscou de 1980 sont marqués par les performances d’athlètes britanniques (Allan Wells, Sebastian Coe) en l’absence des États-Unis pour cause de boycott.

### 1984-1996
Les années 1980 assistent à l’ascension et à la domination de l’Américain Carl Lewis dans les épreuves de sprint. Aux Jeux olympiques d'été de 1984 à Los Angeles, le « roi Carl » égale les performances de Jesse Owens en 1936 en remportant quatre médailles d’or : le 100 m, le 200 m, le relais 4 × 100 m et le saut en longueur, épreuve qu’il domine jusqu’en 1996. Au total, Carl Lewis détient 10 médailles olympiques, dont 9 en or. En 1988 à Séoul, l’athlète Florence Griffith Joyner remporte quatre médailles. Sa compatriote Jackie Joyner-Kersee en totalise six sur quatre Jeux olympiques en saut en longueur et à l’heptathlon. La fin du millénaire est marquée par les performances de l'Américain Michael Johnson vedette du 200 m dont il bat le record du monde (19 s 32) en 1996 à Atlanta, et du 400 m. Chez les femmes, l’athlète française Marie-José Pérec remporte trois titres en deux Jeux olympiques. Les épreuves de fond et demi-fond sont dominées par des athlètes d'Afrique noire et du Maghreb à l'image de Haile Gebrselassie et Khalid Skah.

### 2000-2020
Les Jeux de l'an 2000 sont ternis par des affaires de dopage touchant des athlètes. Les trois médailles remportées par l'Américaine Marion Jones aux Jeux olympiques d'été de 2000 à Sydney lui sont retirées fin 2007 à la suite de ses aveux dans le cadre de l'affaire Balco. En 2004, huit cas de dopage sont avérés durant les compétitions et touchent en particulier les sprinteurs grecs Konstadínos Kedéris et Ekaterini Thanou qui ne se rendirent pas aux contrôles quelques jours avant le début des épreuves. Côté compétition, les jeux de Sydney sont marqués par la victoire de Cathy Freeman sur le 400 m, par le doublé de l'Américain Maurice Greene (100 m et relais 4×100 m), et surtout par des exploits du polonais Robert Korzeniowski qui devient le premier athlète à s'imposer sur les deux épreuves de marche (20 km et 50 km) lors de Jeux olympiques. Il ajoute un titre supplémentaire à Athènes en 2004 pour porter son total à quatre médailles d'or olympiques. Les États-Unis réalisent un triplé historique sur le 200 m et le 400 m masculin, alors que le Marocain Hicham El Guerrouj remporte le 1 500 m et le 5 000 m, renouvelant l'exploit de Paavo Nurmi en 1924. À l'heptathlon, la Suédoise Carolina Klüft est consacrée l'« athlète la plus complète ».

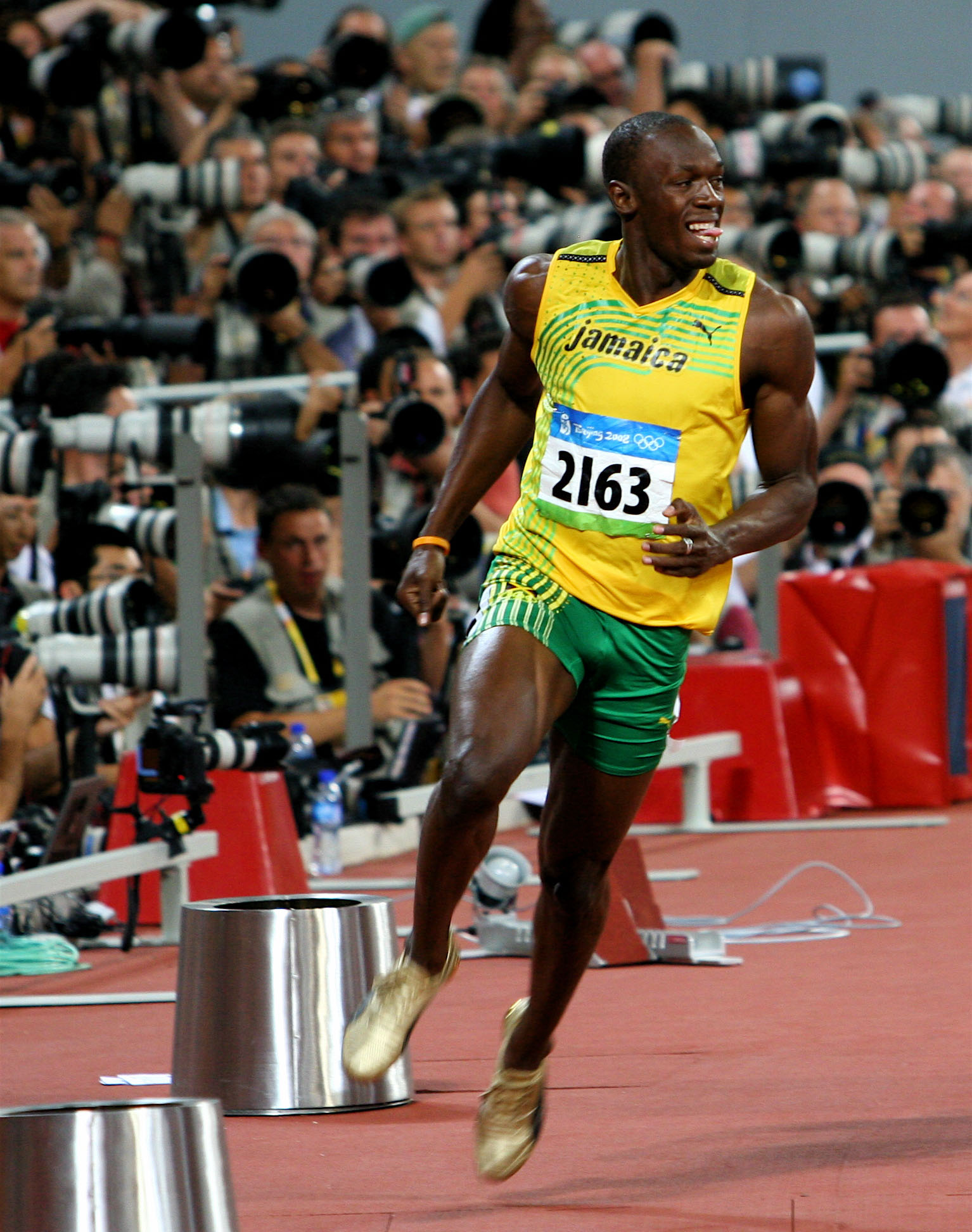
Usain Bolt.

À Pékin en 2008, la Jamaïque réussit l'exploit de remporter cinq des six épreuves de sprint court. Chez les hommes, Usain Bolt réussit le doublé 100 m et 200 m en battant à chaque fois le record du monde, respectivement en 9 s 69 et 19 s 30. Le dernier doublé 100 m - 200 m avait été réalisé, sans record du monde, par Carl Lewis aux Jeux olympiques de 1984 à Los Angeles. Bolt remporte une médaille d'or avec le relais 4 × 100 m jamaïcain en établissant un nouveau record du monde en 37 s 10, record qu'il fera passer à 36 s 84 lors des Jeux olympiques d'été de 2012.
Côté féminin, en 2008, les Jamaïcaines réalisent un triplé sur 100 m avec Shelly-Ann Fraser, Sherone Simpson et Kerron Stewart qui remporte également le bronze sur 200 m. Sur 200 m, Veronica Campbell-Brown remporte son deuxième titre olympique consécutif. L'équipe du relais 4 × 100 m, grande favorite, échoue en finale à la suite d'un mauvais passage de témoin
Aux Jeux olympiques d'été de 2016, Usain Bolt continue sa moisson de médailles avec un nouveau triplé olympique, portant son palmarès à 8 titres (la médaille d'or du 4 × 100 m étant invalidée après que son camarade Nesta Carter ait été reconnu coupable de dopage). Sur 400 m, Wayde van Niekerk bat le vieux record de Michael Johnson en 43 s 03.
En 2021, à l'occasion des Jeux olympiques d'été de 2020, repoussés d'un an à cause de la covid, les deux sauteurs Mutaz Essa Barshim et Gianmarco Tamberi partagent la plus haute marche du podium au saut en hauteur en refusant de participer au barrage.

### 2024-2040
Les Jeux olympiques d'été de 2024 sont les premiers comportant autant d'épreuves pour les hommes et pour les femmes, avec la suppression du 50 kilomètres marche auparavant réservé aux hommes et la création d'une épreuve de marche par équipes mixtes.

## Records

### Records olympiques
Les records olympiques d'athlétisme constituent la meilleure performance jamais réalisée par un athlète dans le cadre des Jeux olympiques d'été. Ils sont homologués par le Comité international olympique (CIO) depuis la première édition des Jeux olympiques, en 1896.

### Records de médailles
Paavo Nurmi est l'athlète ayant cumulé le plus grand nombre de médailles aux Jeux olympiques. Au nombre de médailles individuelles, Ray Ewry (8 médailles) devance Carl Lewis (7 médailles). L'américaine Allyson Felix détient le record de médailles remportées par une athlète féminine (9 médailles).
| Athlète               | Pays               | Or | Argent | Bronze | Total |
| --------------------- | ------------------ | -- | ------ | ------ | ----- |
| Paavo Nurmi           | Finlande           | 9  | 3      | 0      | 12    |
| Carl Lewis            | États-Unis         | 9  | 1      | 0      | 10    |
| Ray Ewry              | États-Unis         | 8  | 0      | 0      | 8     |
| Usain Bolt            | Jamaïque           | 8  | 0      | 0      | 8     |
| Allyson Felix         | États-Unis         | 7  | 3      | 1      | 11    |
| Ville Ritola          | Finlande           | 5  | 3      | 0      | 8     |
| Elaine Thompson-Herah | Jamaïque           | 5  | 1      | 0      | 6     |
| Evelyn Ashford        | États-Unis         | 4  | 1      | 0      | 5     |
| Hannes Kolehmainen    | Finlande           | 4  | 1      | 0      | 5     |
| Mel Sheppard          | États-Unis         | 4  | 1      | 0      | 5     |
| Emil Zátopek          | Tchécoslovaquie    | 4  | 1      | 0      | 5     |
| Fanny Blankers-Koen   | Pays-Bas           | 4  | 0      | 0      | 4     |
| Betty Cuthbert        | Australie          | 4  | 0      | 0      | 4     |
| Harrison Dillard      | États-Unis         | 4  | 0      | 0      | 4     |
| Michael Johnson       | États-Unis         | 4  | 0      | 0      | 4     |
| Robert Korzeniowski   | Pologne            | 4  | 0      | 0      | 4     |
| Alvin Kraenzlein      | États-Unis         | 4  | 0      | 0      | 4     |
| Al Oerter             | États-Unis         | 4  | 0      | 0      | 4     |
| Jesse Owens           | États-Unis         | 4  | 0      | 0      | 4     |
| Lasse Virén           | Finlande           | 4  | 0      | 0      | 4     |
| Barbel Wockel         | Allemagne de l'Est | 4  | 0      | 0      | 4     |
| Mohamed Farah         | Royaume-Uni        | 4  | 0      | 0      | 4     |

Plus grand nombre de médailles d’or individuelles (à l'exclusion des épreuves de relais)
- 8 :  Ray Ewry (hauteur sans élan en 1900, 1904, 1908 ; longueur sans élan en 1900, 1904, 1908 ; triple saut sans élan en 1900, 1904).
- 7 :  Carl Lewis (100 m en 1984 et 1988 ; 200 m en 1984 ; longueur en 1984, 1988, 1992 et 1996).
- 6 :  Paavo Nurmi (1 500 m en 1924 ; 5 000 m en 1924 : 10 000 m en 1920 et 1928 ; cross-country en 1920 et 1924).
- 6 :  Usain Bolt (100 m en 2008, 2012 et 2016 ; 200 m en 2008, 2012 et 2016).
- 4 :  Alvin Kraenzlein (60 m haies, 110 m haies, 200 m haies et longueur en 1900).
- 4 :  Hannes Kolehmainen (5 000 m, 10 000 m et cross-country en 1912 ; marathon en 1920).
- 4 :  Emil Zátopek (10 000 m en 1948 ; 5 000 m, 10 000 m et marathon en 1952).
- 4 :  Al Oerter (lancer du disque en 1956, 1960, 1964 et 1968).
- 4 :  Lasse Viren (5 000 m en 1972 et 1976 ; 10 000 m en 1972 et 1976).
- 4 :  Robert Korzeniowski (20 km marche en 2000 ; 50 km marche en 1996, 2000 et 2004).
- 4 :  Elaine Thompson-Herah (100 m et 200 m en 2016 et 2020)

Autres records individuels (à l'exclusion des épreuves de relais)
- Quadruple champion au cours de mêmes Jeux olympiques :

1900 : Alvin Kraenzlein (60 m, 110 et 200 m haies et longueur)
- Triple champion au cours de mêmes Jeux olympiques :

1904 : James Lightbody (800 m, 1 500 m et 2 500 m steeple).
1936 : Jesse Owens (100 m, 200 m et longueur).
1948 : Fanny Blankers-Koen (100 m, 200 m et 80 m haies).
1952 : Emil Zátopek (5 000 m, 10 000 m et marathon).
1984 : Carl Lewis (100 m, 200 m, et longueur).
- Double champion au cours de mêmes Jeux olympiques :

| Hommes - 1896 : Thomas Burke (100 m et 400 m), Teddy Flack (800 et 1 500 m), Ellery Clark (longueur et hauteur), Robert Garrett (disque et poids). - 1900 : Irving Baxter (hauteur et perche). - 1904 : Archie Hahn (100 et 200 m), Harry Hillman (400 m et 400 m haies), Meyer Prinstein (triple saut et longueur) - 1912 : Ralph Craig (100 et 200 m), Hannes Kolehmainen (5 000 m et 10 000 m) - 1920 : Albert Hill (800 et 1 500 m). - 1924 : Paavo Nurmi (1 500 et 5 000 m), Clarence Houser (poids et disque). - 1928 : Percy Williams (100 et 200 m) - 1932 : Eddie Tolan (100 et 200 m) - 1956 : Bobby Morrow (100 et 200 m), Vladimir Kuts (5 000 et 10 000 m). - 1964 : Peter Snell (800 et 1 500 m). - 1972 : Valeri Borzov (100 m et 200 m) et Lasse Viren (5 000 et 10 000 m). - 1976 : Alberto Juantorena (400 m et 800 m) et Lasse Viren (5 000 et 10 000 m). - 1980 : Miruts Yifter (5 000 et 10 000 m). - 1996 : Michael Johnson (200 et 400 m). - 2000 : Robert Korzeniowski (20 et 50 km marche). - 2004 : Hicham El Guerrouj (1 500 et 5 000m). - 2008 : Usain Bolt (100 et 200 m) et Kenenisa Bekele (5 000 et 10 000 m). - 2012 : Usain Bolt (100 et 200 m) et Mohamed Farah (5 000 et 10 000 m). - 2016 : Usain Bolt (100 et 200 m) et Mohamed Farah (5 000 et 10 000 m). | Femmes - 1948 : Micheline Ostermeyer (poids et disque) - 1952 : Marjorie Jackson (100 et 200 m). - 1956 : Betty Cuthbert (100 et 200 m). - 1960 : Wilma Rudolph (100 et 200 m). - 1964 : Tamara Press (Poids et disque). - 1972 : Renate Stecher (100 et 200 m). - 1976 : Tatyana Kazankina (800 m et 1 500 m). - 1984 : Valerie Brisco-Hooks (200 et 400 m). - 1988 : Florence Griffith-Joyner (100 et 200 m) et Jackie Joyner-Kersee (longueur et heptathlon). - 1996 : Marie-José Pérec (200 et 400 m) et Svetlana Masterkova (800 et 1 500 m) - 2000 : Marion Jones (100 et 200 m). - 2004 : Kelly Holmes (800 et 1 500 m). - 2008 : Tirunesh Dibaba (5 000 et 10 000 m). - 2016 : Elaine Thompson (100 et 200 m). - 2020 : Elaine Thompson (100 et 200 m). - 2024 : Beatrice Chebet (5 000 et 10 000 m). |

## Tableau des médailles
Le tableau ci-dessous présente le bilan, par nations, des médailles obtenues en athlétisme lors des Jeux olympiques d'été, d'Athènes 1896 à Paris 2024. Le rang est obtenu par le décompte des médailles d'or, puis en cas d'ex æquo, des médailles d'argent, puis de bronze.
Les États-Unis dominent largement le tableau des médailles en athlétisme, comme ils dominent le tableau des médailles de cette discipline à chaque olympiade depuis 1984. Aucun autre pays ne figure dans le top 10 de la discipline à chaque olympiade depuis 2000 (la Jamaïque en est exclu en 2000, le Kenya en 2004 et la Grande-Bretagne en 2020).
La Dominique, le Pakistan et Sainte-Lucie sont les derniers pays à avoir fait leur entrée dans le tableau des médailles d'athlétisme aux Jeux olympiques, avec chacun un titre (et une médaille d'argent en plus pour Sainte-Lucie) aux Jeux de 2024.
Tableau mis à jour après les Jeux olympiques de 2024.
Tableau également mis à jour des médailles retirées et réattribuées jusqu'en mai 2023.
| Rang              | Nation                     | Or   | Argent | Bronze | Total |
| ----------------- | -------------------------- | ---- | ------ | ------ | ----- |
| 1                 | États-Unis                 | 358  | 280    | 223    | 861   |
| 2                 | Union soviétique           | 64   | 55     | 74     | 193   |
| 3                 | Grande-Bretagne            | 56   | 87     | 77     | 220   |
| 4                 | Finlande                   | 48   | 36     | 30     | 114   |
| 5                 | Kenya                      | 38   | 43     | 36     | 117   |
| 6                 | Allemagne de l'Est         | 38   | 36     | 35     | 109   |
| 7                 | Pologne                    | 29   | 20     | 18     | 67    |
| 8                 | Jamaïque                   | 27   | 39     | 27     | 93    |
| 9                 | Italie                     | 24   | 16     | 28     | 68    |
| 10                | Éthiopie                   | 24   | 15     | 23     | 62    |
| 11                | Australie                  | 22   | 29     | 32     | 83    |
| 12                | Suède                      | 21   | 23     | 41     | 85    |
| 13                | Allemagne                  | 20   | 30     | 37     | 87    |
| 14                | Canada                     | 19   | 19     | 33     | 71    |
| 15                | Russie                     | 18   | 21     | 19     | 58    |
| 16                | France                     | 13   | 28     | 30     | 71    |
| 17                | Allemagne de l'Ouest       | 12   | 14     | 17     | 43    |
| 18                | Chine                      | 12   | 13     | 18     | 43    |
| 19                | Cuba                       | 11   | 14     | 20     | 45    |
| 20                | Roumanie                   | 11   | 14     | 10     | 35    |
| 21                | Tchécoslovaquie            | 11   | 8      | 5      | 24    |
| 22                | Nouvelle-Zélande           | 11   | 4      | 13     | 28    |
| 23                | Hongrie                    | 10   | 13     | 18     | 41    |
| 24                | Pays-Bas                   | 10   | 8      | 12     | 30    |
| 25                | Norvège                    | 10   | 8      | 8      | 26    |
| 26                | Afrique du Sud             | 9    | 15     | 6      | 30    |
| 27                | Grèce                      | 9    | 12     | 11     | 32    |
| 28                | Japon                      | 8    | 10     | 10     | 28    |
| 29                | Maroc                      | 8    | 5      | 8      | 21    |
| 30                | Équipe unifiée             | 7    | 11     | 3      | 21    |
| 31                | Belgique                   | 7    | 6      | 4      | 17    |
| 32                | Bahamas                    | 7    | 2      | 5      | 14    |
| 33                | Bulgarie                   | 5    | 8      | 6      | 19    |
| 34                | Espagne                    | 5    | 6      | 9      | 20    |
| 35                | Brésil                     | 5    | 4      | 12     | 21    |
| 36                | Portugal                   | 5    | 4      | 4      | 13    |
| 37                | République tchèque         | 5    | 3      | 8      | 16    |
| 38                | Ouganda                    | 5    | 2      | 2      | 9     |
| 39                | Équipe unifiée d'Allemagne | 4    | 18     | 8      | 30    |
| 40                | Algérie                    | 4    | 3      | 3      | 10    |
| 41                | Irlande                    | 4    | 2      | 1      | 7     |
| 42                | Mexique                    | 3    | 6      | 2      | 11    |
| 43                | Biélorussie                | 3    | 5      | 7      | 15    |
| 44                | Trinité-et-Tobago          | 3    | 4      | 8      | 15    |
| 45                | Ukraine                    | 3    | 3      | 15     | 21    |
| 46                | Bahreïn                    | 3    | 3      | 0      | 6     |
| 46                | République dominicaine     | 3    | 3      | 0      | 6     |
| 48                | Lituanie                   | 3    | 2      | 2      | 7     |
| 49                | Croatie                    | 3    | 1      | 2      | 6     |
| 50                | Nigeria                    | 2    | 5      | 7      | 14    |
| 51                | Argentine                  | 2    | 3      | 0      | 5     |
| 52                | Tunisie                    | 2    | 2      | 1      | 5     |
| 53                | Equateur                   | 2    | 2      | 0      | 4     |
| 54                | Estonie                    | 2    | 1      | 3      | 6     |
| 55                | Kazakhstan                 | 2    | 1      | 2      | 5     |
| 56                | Cameroun                   | 2    | 0      | 0      | 2     |
| 56                | Luxembourg                 | 2    | 0      | 0      | 2     |
| 58                | Colombie                   | 1    | 3      | 1      | 5     |
| 59                | Inde                       | 1    | 3      | 0      | 4     |
| 60                | Autriche                   | 1    | 2      | 5      | 8     |
| 61                | Qatar                      | 1    | 2      | 2      | 5     |
| 62                | Botswana                   | 1    | 2      | 1      | 4     |
| 62                | Slovénie                   | 1    | 2      | 1      | 4     |
| 64                | Grenade                    | 1    | 1      | 3      | 5     |
| 65                | Venezuela                  | 1    | 1      | 1      | 3     |
| 66                | Burundi                    | 1    | 1      | 0      | 2     |
| 66                | Comité olympique russe     | 1    | 1      | 0      | 2     |
| 66                | Corée du Sud               | 1    | 1      | 0      | 2     |
| 66                | Équipe mixte               | 1    | 1      | 0      | 2     |
| 66                | Sainte-Lucie               | 1    | 1      | 0      | 2     |
| 71                | Panama                     | 1    | 0      | 2      | 3     |
| 71                | Porto Rico                 | 1    | 0      | 2      | 3     |
| 73                | Mozambique                 | 1    | 0      | 1      | 2     |
| 74                | Dominique                  | 1    | 0      | 0      | 1     |
| 74                | Pakistan                   | 1    | 0      | 0      | 1     |
| 74                | Slovaquie                  | 1    | 0      | 0      | 1     |
| 74                | Syrie                      | 1    | 0      | 0      | 1     |
| 74                | Tadjikistan                | 1    | 0      | 0      | 1     |
| 79                | Suisse                     | 0    | 6      | 2      | 8     |
| 80                | Namibie                    | 0    | 5      | 0      | 5     |
| 81                | Danemark                   | 0    | 4      | 3      | 7     |
| 82                | Lettonie                   | 0    | 4      | 1      | 5     |
| 83                | Chili                      | 0    | 2      | 0      | 2     |
| 83                | Sri Lanka                  | 0    | 2      | 0      | 2     |
| 83                | Tanzanie                   | 0    | 2      | 0      | 2     |
| 83                | Yougoslavie                | 0    | 2      | 0      | 2     |
| 87                | Islande                    | 0    | 1      | 1      | 2     |
| 87                | Taipei chinois             | 0    | 1      | 1      | 2     |
| 87                | Zambie                     | 0    | 1      | 1      | 2     |
| 90                | Arabie saoudite            | 0    | 1      | 0      | 1     |
| 90                | Bohême                     | 0    | 1      | 0      | 1     |
| 90                | Côte d'Ivoire              | 0    | 1      | 0      | 1     |
| 90                | Guatemala                  | 0    | 1      | 0      | 1     |
| 90                | Haïti                      | 0    | 1      | 0      | 1     |
| 90                | Iran                       | 0    | 1      | 0      | 1     |
| 90                | Sénégal                    | 0    | 1      | 0      | 1     |
| 90                | Soudan                     | 0    | 1      | 0      | 1     |
| 98                | Indes occidentales         | 0    | 0      | 2      | 2     |
| 98                | Philippines                | 0    | 0      | 2      | 2     |
| 98                | Turquie                    | 0    | 0      | 2      | 2     |
| 101               | Australasie                | 0    | 0      | 1      | 1     |
| 101               | Barbade                    | 0    | 0      | 1      | 1     |
| 101               | Burkina Faso               | 0    | 0      | 1      | 1     |
| 101               | Djibouti                   | 0    | 0      | 1      | 1     |
| 101               | Érythrée                   | 0    | 0      | 1      | 1     |
| 101               | Serbie                     | 0    | 0      | 1      | 1     |
| Total 106 nations | Total 106 nations          | 1075 | 1084   | 1073   | 3232  |

En italique les entités politiques n'existant plus aujourd'hui.

## Dopage
L'athlétisme aux Jeux olympiques a connu plusieurs affaires de dopage. Les athlètes suivants furent disqualifiés et déchus de leurs médailles éventuelles.
- 1976 :
  - Danuta Rosani (Pologne) : stéroïde anabolisant.
- 1984 :
  - Vésteinn Hafsteinsson (Islande) :  Nandrolone
  - Gianpaolo Urlando (Italie) : Testosterone
  - Martti Vainio (Finlande) : stéroïde anabolisant, médaille d'argent sur 10 000 m retirée.
  - Ánna Veroúli (Grèce) : Nandrolone.
- 1988 :
  - Ben Johnson est contrôlé positif aux anabolisants après sa victoire en finale du 100 mètres des jeux de Séoul en 1988. Il fut exclu de la compétition et suspendu pendant 4 ans.
- 1992 :
  - Madina Biktagirova (Équipe unifiée) : noréphédrine.
  - Bonnie Dasse (États-Unis) : Clenbuterol.
  - Jud Logan (États-Unis) : Clenbuterol.
  - Nijole Medvedeva (Lituanie) : Mésocarde.
- 1996 :
  - Iva Prandzheva (Bulgarie) : Metadienone.
  - Natalya Shekhodanova (Russie) : Stanozolol
- 2000 :
  - L'affaire Balco, du nom d'un laboratoire pharmaceutique américain, amène à la suspension de plusieurs grands athlètes comme le recordman du 100 mètres de l'époque Tim Montgomery et la triple championne olympique Marion Jones. Cette dernière avouera en 2007 et restituera ses médailles obtenues en 2000
- 2004 :
  - Kóstas Kedéris et Ekateríni Thánou, athlètes grecs, décident de ne pas participer aux Jeux olympiques d'Athènes en 2004. Ils sont accusés de s'être soustraits à des contrôles antidopage.
  - Les Hongrois Adrian Annus et Róbert Fazekas, ainsi que la Russe Irina Korzhanenko, tous trois médaillés d'or, sont quant à eux disqualifiés pour dopage[12].
  - Anton Galkin  (Russie) : Stanozolol.
  - Aleksey Lesnichiy (Belarus) : Clenbuterol.
  - Olga Shchukina (Ouzbékistan) : Clenbuterol.
- 2008 :
- 2012 :
- 2016 :
- 2020 :